# Французская Луизиана

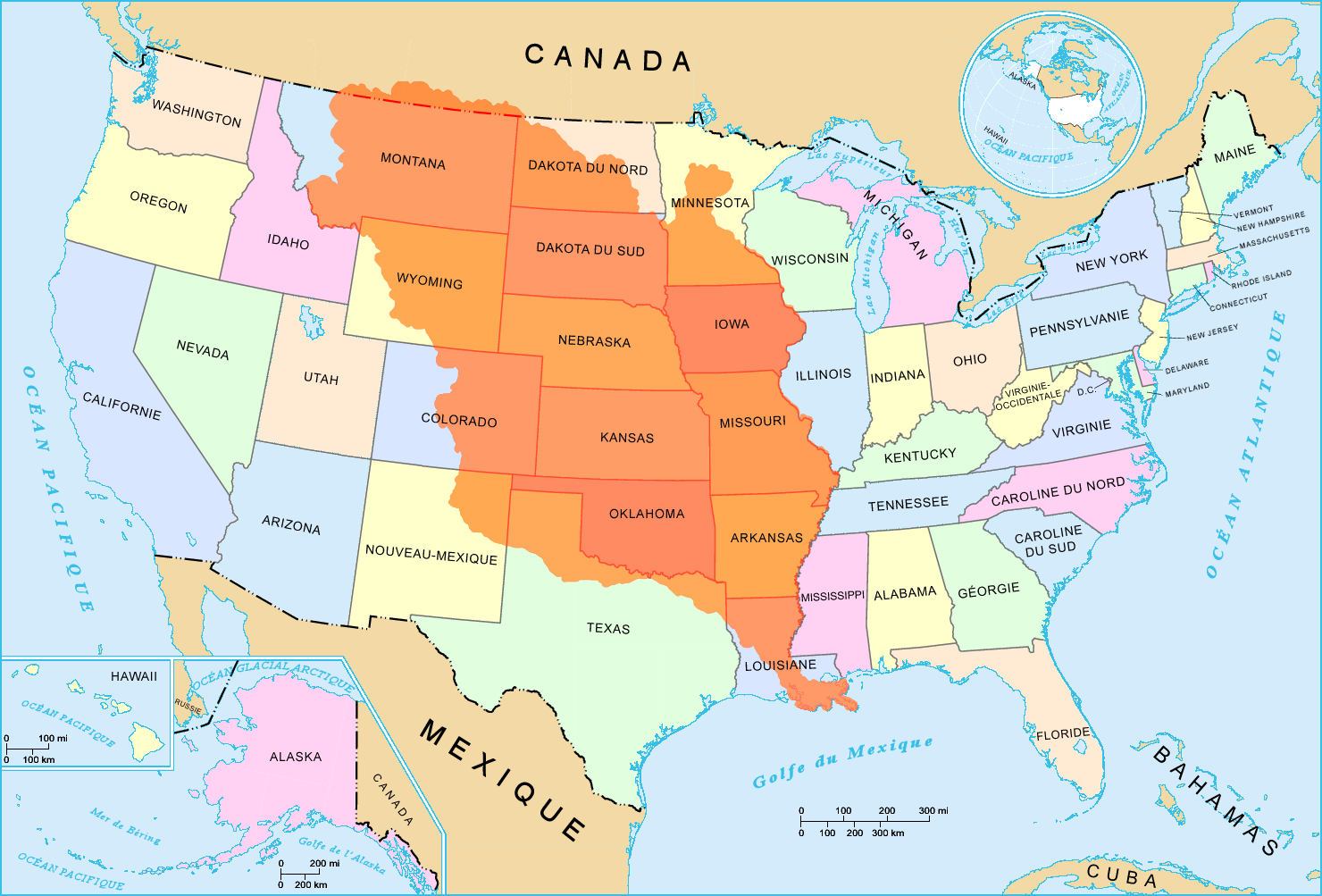
Расположение Луизианы на современной карте США

Луизиана (фр. La Louisiane; 1682—1762; 1802—1803) — одна из двух составляющих Новой Франции наряду с Французской Канадой. Занимала южную половину обширного внутриконтинентального массива французских колониальных владений в Северной Америке XVII—XIX веков и заметно отличалась от северной части по климату, рельефу, населению, культуре и экономике. Обе части связывала между собой река Миссисипи и бассейн Великих озёр. Именно река Миссисипи, а также её крупные притоки стали важнейшими артериями Французской Луизианы. Претерпевала территориальные изменения, пока наконец не была продана США в ходе так называемой Луизианской покупки. Её крайняя южная часть вошла в состав современного штата Луизиана.

## История
В XVI веке территории будущей Луизианы занесли на карты испанцы, однако именно французская монархия начала колонизацию региона в XVII веке. Название территории происходит от имени Людовик (Луи, фр. Louis), которое носили французские короли. Превратилась в своеобразный буфер между английскими колониями на востоке и испанскими владениями на юго-западе.
Французская корона владела этими регионами дважды:
- в 1682—1762 годах;
- в 1802—1803 годах.

В 1762—1803 годах Французскую Луизиану (правобережье) контролировала Испания, левобережье аннексировали Великобритания, а затем США, которые выкупили и правый берег в 1803 году.
Переселенческий колониализм во Французской Луизиане был выражен слабо из-за удалённости и труднодоступности основной её территории. В субтропических болотах юга колонии были часты лихорадки, с Мексиканского залива приходили ураганы, в центре отмечались торнадо, север же отличался обильными снегопадами, сильными морозами и пронизывающими ветрами. Небольшие группы постоянных французских колонистов закрепились лишь на крайнем юге страны, в окрестностях города Новый Орлеан (с населением 10 тысяч человек на 1803 год), не менее 2/3 которых составляли негры-рабы и особая категория «цветных», возникших как следствие пласажа. В верхней долине Миссисипи имелось лишь несколько военных фортов. Великие равнины населяли индейские племена. Хотя они и склонялись к поддержке более снисходительной по отношению к ним французской короны в борьбе с жадными до земли англичанами, в целом индейцы были ненадёжными союзниками. Некогда обширные территории колонии сокращались под нажимом англосаксонских переселенцев.
Территорию объявили французской ещё в 1682 году, но только в 1699 году в долине реки Миссисипи путешественник Пьер Лемуан основал постоянное поселение форт Морепа (закончен 1 мая).